# Sonim e Barreiros
Sonim e Barreiros ist eine portugiesische Gemeinde (Freguesia) im Kreis (Concelho) Valpaços im Norden Portugals.

## Geschichte
Die Gemeinde entstand im Zuge der Gebietsreform vom 29. September 2013 durch die Zusammenlegung der ehemaligen Gemeinden Sonim und Barreiros.
Sonim wurde Sitz der neuen Verwaltung.

## Demographie
| Freguesia | Freguesia         | Freguesia | Freguesia       | ehemalige Freguesias | ehemalige Freguesias | ehemalige Freguesias | ehemalige Freguesias |
| --------- | ----------------- | --------- | --------------- | -------------------- | -------------------- | -------------------- | -------------------- |
| Wappen    | Freguesia         | Einwohner | Fläche in (km²) | Wappen               | Freguesia            | Einwohner            | Fläche in (km²)      |
|           | Sonim e Barreiros | 314       | 17,79           |                      | Sonim                | 262                  | 10,73                |
|           | Sonim e Barreiros | 314       | 17,79           | Barreiros            | 176                  | 7,06                 |                      |